# American Psychiatric Association
Die American Psychiatric Association (APA; deutsch: amerikanische psychiatrische Gesellschaft) ist die wichtigste Vereinigung von Psychiaterinnen und Psychiatern in den USA. Sie ist mit rund 35.000 Mitgliedern die weltweit größte Vereinigung im Fachgebiet Psychiatrie. Sitz der Gesellschaft ist in Arlington, Virginia.
Die APA gibt das Diagnostic and Statistical Manual of Mental Disorders (DSM) heraus, das detaillierte Kriterien für die Diagnose psychischer Erkrankungen enthält.

## Geschichte
Dreizehn Leiter psychiatrischer Krankenhäuser gründeten 1844 in Philadelphia die Association of Medical Superintendents of American Institutions for the Insane. 1892 wurde die Gesellschaft umbenannt in American Medico-Psychological Association, 1921 schließlich in The American Psychiatric Association.

## Organisation und Mitgliedschaft
Die Mitglieder sind vorwiegend, aber nicht ausschließlich, US-Amerikaner. Die Gesellschaft wird von einem Präsidenten  und einem Board of Trustees mit einem Exekutivkomitee geleitet. Die APA hält jährlich eine Konferenz ab.

## Wichtige Persönlichkeiten
- Adolf Meyer wurde als Präsident der American Psychiatric Association bekannt. Er war eine der einflussreichsten Persönlichkeiten der Psychiatrie in der ersten Hälfte des 20. Jahrhunderts.
- Robert Spitzer war eine der Schlüsselpersonen in der Entwicklung der ersten Versionen des DSM.[2]
- Donald Ewen Cameron ist vor allem durch seine Arbeiten im Bereich der Bewusstseinskontrolle für die CIA bekannt geworden. Er war von 1952 bis 1953 Präsident der APA.